# Trešnjevica (Kalinovik)
Pour les articles homonymes, voir Trešnjevica.
Trešnjevica (en serbe cyrillique : Трешњевица) est un village de Bosnie-Herzégovine. Il est situé dans la municipalité de Kalinovik et dans la république serbe de Bosnie. Selon les premiers résultats du recensement bosnien de 2013, il ne compte plus aucun habitant.
Avant la guerre de Bosnie-Herzégovine, le village faisait entièrement partie de la municipalité de Kalinovik ; après la guerre et à la suite des accords de Dayton (1995), une partie de son territoire a été intégrée dans la municipalité de Konjic.

## Démographie

### Évolution historique de la population dans la localité
| 1948 | 1953 | 1961 | 1971 | 1981 | 1991 | 2013 |
| ---- | ---- | ---- | ---- | ---- | ---- | ---- |
| -    | -    | 394  | 319  | 125  | 44,  | 0    |

|  |

### Communauté locale
En 1991, la communauté locale de Trešnjevica comptait 166 habitants, répartis de la manière suivante :